# Centaurea oranensis
Centaurea oranensis — вид квіткових рослин родини айстрових (Asteraceae). Ареал: Алжир, Марокко.

## Середовище
Населяє степи.

## Морфологічна характеристика
Це багаторічник 5–12 см заввишки. Листки в розетці, зелені, черешкові, перистолопатеві, сегменти 5–10 пар, зубчасті, великі. Квіткові голови 1–5, в центрі розетки сидячі. Квітки жовті. Період цвітіння: весна, початок літа.